# Ben Chilwell
Benjamin James Chilwell (født 21. december 1996 i Milton Keynes, England) er en engelsk fodboldspiller der spiller som venstre back hos Chelsea F.C.